# Cymothoe balluca
Cymothoe balluca är en fjärilsart som beskrevs av Fox 1968. Cymothoe balluca ingår i släktet Cymothoe och familjen praktfjärilar. Inga underarter finns listade.